# Somerset (Maryland)
Somerset – miasto w Stanach Zjednoczonych, w stanie Maryland, w hrabstwie Montgomery.